# 西戎 (作家)
西戎（1922年—2001年），原名席诚正，男，山西蒲县人，中国作家，山西省文学艺术界联合会原副主席，中国作家协会山西分会原主席、名誉主席。